# Tolmerolestes pluto
Tolmerolestes pluto är en tvåvingeart som beskrevs av Lynch Arribalzaga 1881. Tolmerolestes pluto ingår i släktet Tolmerolestes och familjen rovflugor. Inga underarter finns listade i Catalogue of Life.